# Crassivesica bochus
Crassivesica bochus är en fjärilsart som beskrevs av Morrison 1874. Crassivesica bochus ingår i släktet Crassivesica och familjen nattflyn. Inga underarter finns listade i Catalogue of Life.